# All In (album)
 For alternative betydninger, se All In. (Se også artikler, som begynder med All In)
All In er det andet studiealbum fra den danske popsangerinde Sys Bjerre. Det blev udgivet den 20. september 2010.
GAFFA gav albummet to ud af seks stjerner. Albummet solgte guld. Singlen "Alle mine veninder" solgte også guld, og nåede #5 på tracklisten. "Kære farmor – Du som er i Herlev" kom ind som #34 på samme hitliste.

## Spor
1. "Alle Mine Veninder" - 3:18
2. "Dans På Neuroser" - 4:10
3. "Kære Farmor" - 3:47
4. "Fuld Af ..." - 2:27
5. "Cand Mag Fugl Fønix" - 3:07
6. "Min Skyld	3:51
7. "Ensomnia" - 3:43
8. "Bow Wow" - 2:47
9. "All In" - 3:46
10. "Hjemve" - 4:16
11. "Kærlighed Gør Blind" - 4:26